# ザ・サッポロタワー琴似
ザ・サッポロタワー琴似（ザ・サッポロタワーことに）は、札幌市西区八軒1条西1丁目に所在する超高層マンションである。

## 歴史
施行者は1996年（平成8年）11月に発足したJR琴似駅北口地区市街地再開発組合で、「JR琴似駅北口地区第一種市街地再開発事業」による都市計画に従い建築が決定された。
2004年2月28日の読売新聞では、地上40階建・高さ135メートルの「北海道で一番高い超高層マンション」となる予定であり、「札幌市の新たなランドマークとして注目を浴びそうだ」と報じられた。高層階からの景色を売りにしており、計画では最上階の部屋の販売価格は7800万円から1億円に及んだという。しかし、約3か月後の同年5月21日の読売新聞では、より高いD'グラフォート札幌ステーションタワーの着工が報道され、これが道内最高層のマンションとなるとされている。
- 2004年3月6日 - 販売センターオープン[1]
- 2004年4月3日から10日まで - 第一期登録受付[1]。
- 2004年4月11日 - 抽選開始[1]。

## ビルの立地と特徴
開発前の敷地はJR琴似駅に近い立地条件を有していたが、地区内には木造で老朽化した倉庫、家屋等などの建築物が多く、土地利用は低い状況であった。このため地域の活性化に合わせて土地の合理的かつ健全な高度利用と都市機能の更新が求められていた。
空中歩廊によってJR琴似駅や、ヴェルビュタワー琴似等周辺のマンション群とネットワークが結ばれた。また、自走式駐輪場、商業、業務等が整備された他、札幌市「都市景観重要建築物等」指定第1号の「レンガ館」は耐震補強され、地域のためのコミュニティスペースとして開放されている。
JR琴似駅の後ろに所在しており、近くにはヴェルビュタワー琴似や、プレミスト琴似スカイクロスタワーが建っている。現在も高層建築物などの計画が進められている。

## テナント
- 三角山放送局 - 札幌市のコミュニティFM放送局。当ビルの屋上に所在している[5]。

### 送信施設
| 周波数  | 放送局名                      | コールサイン | 空中線電力 | ERP | 放送対象地域                         | 放送区域内世帯数 | 開局日       |
| ------- | ----------------------------- | ------------ | ---------- | --- | ------------------------------------ | ---------------- | ------------ |
| 76.2MHz | らむれす 愛称「三角山放送局」 | JOZZ1AK-FM   | 15W        | 14W | 西区の広範囲と中央区・北区の一部地域 | 約5万8000世帯    | 1998年4月1日 |